# Prima la musica e poi le parole
Prima la musica e poi le parole (título original en italiano, también llamada Prima la musica, poi le parole; en español, Primero la música y luego las palabras) es una ópera en un acto con música de Antonio Salieri y libreto en italiano de Giovanni Battista Casti. Se estrenó el 7 de febrero de 1786 en Viena, por encargo del emperador José II. La ópera (más específicamente, un divertimento teatrale) fue interpretada primero en un extremo de la orangerie del Palacio de Schönbrunn en Viena por una troupe italiana: simultáneamente, Der Schauspieldirektor de Mozart se representaba en el otro extremo. 
El título de la ópera es el tema de la ópera de Richard Strauss Capriccio que debate la importancia relativa de la música y del drama en la ópera.
Esta ópera rara vez se representa en la actualidad; en las estadísticas de Operabase aparece con sólo 3 representaciones en el período 2005-2010, siendo la 1.ª de Salieri.

## Personajes
| Personaje                  | Tesitura | Reparto del estreno, 7 de febrero de 1786 (Director: – ) |
| -------------------------- | -------- | -------------------------------------------------------- |
| Eleonora, una prima donna  | soprano  | Nancy Storace                                            |
| El compositor              | bajo     | Stefano Mandini                                          |
| El poeta                   | bajo     | Francesco Benucci                                        |
| Tonina, un cantante cómico | soprano  | Celeste Coltellini                                       |